# Маэстро Вилсон Фонсека (аэропорт)
Аэропорт Маэстро Вилсон Фонсека (порт. Maestro Wilson Fonseca) также известен под названием Аэропорт Сантарен (Aeroporto de Santarém) (Код ИАТА: STM) — бразильский аэропорт, обслуживающий город Сантарен. Находится в 15 км от центра города. Назван в честь дирижёра (maestro) и композитора Вилсона Диаса да Фонсеки (англ. Wilson Dias da Fonseca, 1912—2002), родившегося в Сантарене.
Управляется компанией Infraero с 31 марта 1980 года.
Площадь аэропорта составляет 11 миллионов квадратных метров. Размер взлётно-посадочной полосы составляет 2402 метров в длину и 45 метров в ширину.
Аэропорт выполняет важную роль в экономическом и туристическом развитии области.
3 августа 2006 года указом президента республики Луиса Инасиу Лулы да Силвы в честь великого дирижёра, поэта и композитора Фонсеки аэропорт Уилсон Диас получил официальное название «Аэропорт Сантарен — Пара — Маэстро Вилсон Фонсека».

## Общественный транспорт
Расположен в 15 км от центра города. Добраться до аэропорта возможно по шоссе Фернанду Гильон (Fernando Guilhon).

## Авиалинии и направления
| Авиалинии | Назначения                                                                |
| --------- | ------------------------------------------------------------------------- |
| GOL       | Белен/Вал-ди-Канс, Форталеза, Манаус, Ресифи, Салвадор, Сан-Луис          |
| TAM       | Аракажу, Белен/Вал-ди-Канс, Форталеза, Манаус, Ресифи, Сан-Луис           |
| TRIP      | Алтамира, Белен/Вал-ди-Канс, Манаус, Итайтуба, Паринтинс, Порту-Тромбетас |

## Количество пассажиров
| Год  | Количество пассажиров | %       |
| ---- | --------------------- | ------- |
| 2003 | 135 952               | ---     |
| 2004 | 153 942               | + 13,2% |
| 2005 | 181 449               | + 17,8% |
| 2006 | 285 132               | + 57,1% |
| 2007 | 364 181               | + 27,7% |
| 2008 | 386 160               | + 6%    |
| 2009 | 364 615               | - 5,9%  |
| 2010 | 294 828               |         |